# Antoine Champion
Antoine Champion (* 1425; † 29. Juni 1495 in Turin) war von 1484 bis  1490 Bischof von Mondovì und anschliessend bis zu seinem Tod Bischof von Genf.

## Leben und Wirken
Antoine entstammte einem Adelsgeschlecht aus der Maurienne. Seine Eltern waren Guillaume und Pernette de Prez. Er war Doktor des Zivilrechts und hatte von 1483 bis zu seinem Tod das Amt eines Großkanzlers des Herzogtums Savoyen inne. Nachdem seine Frau gestorben war, erhielt er die niederen Weihen und wurde 1484 zum Bischof von Mondovì ernannt. Als 1490 Papst Innozenz VIII. dem vom Genfer Domkapitel gewählten Charles de Seyssel die Bestätigung verweigerte, wurde Antoine Champion nach Genf transferiert.
In der Genfer Kirche entwickelten sich schon zu seiner Zeit  reformatorische Gedanken: Antoine Champion, Bischof von Genf, konstatierte schon am 7. Mai 1493, Jahre vor Luther und Zwingli, vor den Geistlichen, was auch zu wichtigen Forderungen der Reformatoren wurde:
«Die dem Dienste Gottes gewidmeten Menschen müssen sich durch ein reines Leben auszeichnen; nun aber haben sich unsere Priester allen Lastern ergeben und führen ein verruchteres Leben als die übrige Herde. Die einen tragen offene Kleider, die anderen setzen Kriegerhelme auf, ziehen rote Kasaken oder Kürasse an, besuchen die Märkte, frequentieren die Kneipen und Bordelle, betragen sich wie Komödianten oder umherziehende Schauspieler, leisten falsche Eide, leihen auf Pfänder und verkaufen schändlicherweise Meineidigen und Mördern Ablässe.»